# Anchusa samothracica
Anchusa samothracica är en strävbladig växtart som beskrevs av M. Bigazzi och F. Selvi. Anchusa samothracica ingår i släktet oxtungor, och familjen strävbladiga växter. Inga underarter finns listade i Catalogue of Life.